# Belles-Forêts
Belles-Forêts är en kommun i departementet Moselle i regionen Grand Est (tidigare regionen Lorraine) i nordöstra Frankrike. Kommunen ligger i kantonen Fénétrange som tillhör arrondissementet Sarrebourg. År 2022 hade Belles-Forêts 231 invånare.

## Befolkningsutveckling
Antalet invånare i kommunen Belles-Forêts
| Referens: INSEE |